# Roucheria columbiana
Roucheria columbiana là một loài thực vật có hoa trong họ Linaceae. Loài này được Hallier f. miêu tả khoa học đầu tiên năm 1921.